# Hedwigenkoog
Hedwigenkoog là một đô thị thuộc Amt ("đô thị tập thể") Büsum-Wesselburen trong huyện Dithmarschen của bang Schleswig-Holstein, Đức. Đô thị Hedwigenkoog có diện tích 16,36 km².
Hedwigenkoog nằm bên bờ Biển Bắc phía bắc Büsum và Westerdeichstrich. Đô thị này có 1600 ha đầm lầy.